# Mellera congdonii
Mellera congdonii är en akantusväxtart som beskrevs av Vollesen. Mellera congdonii ingår i släktet Mellera och familjen akantusväxter. Inga underarter finns listade i Catalogue of Life.